# Rokkaku

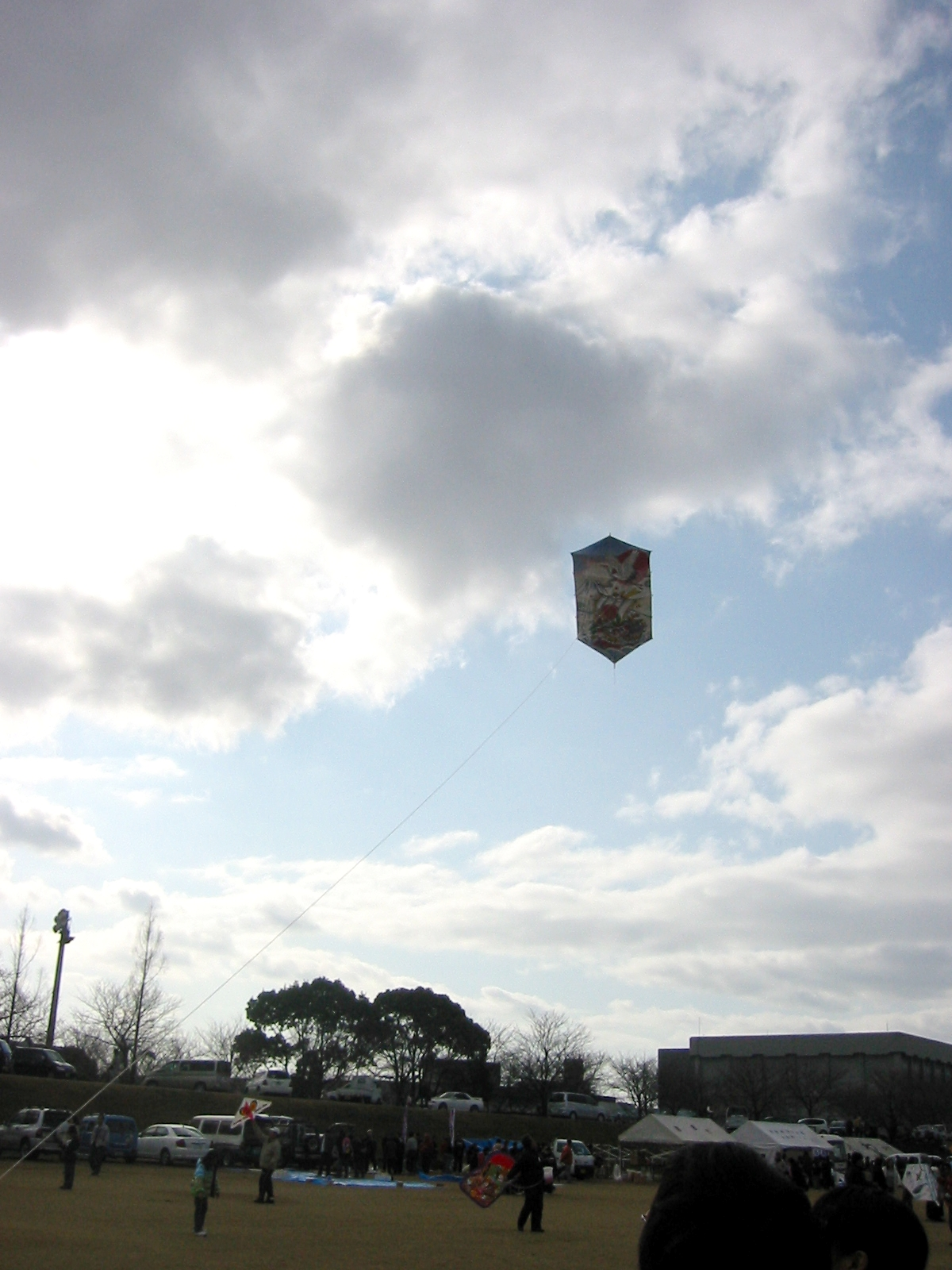
Un Rokkaku dans le ciel

Le Rokkaku (mot d'origine japonaise) est un cerf-volant hexagonal, un peu plus long que large, guidé par une seule ligne, faiblement pilotable.

## Construction

Plan général

La stabilité est obtenue par un léger dièdre, généralement généré par des tendeurs (le dièdre doit être un peu plus prononcé à l'arrière). Les tendeurs sont le plus souvent une cordelette réglable par un nœud de fouet.
La construction utilise généralement les matériaux traditionnels (bambou, papier, soie, etc.) ou modernes (nylon, fibre de carbone, etc.).
Il peut être construit dans toutes les dimensions, jusqu'à plusieurs mètres d'envergure.

## Pilotage
Quoique muni d'une seule ligne, le Rokkaku peut se piloter en jouant sur son instabilité (en relâchant brusquement la tension de la ligne, l'appareil décroche et se met en rotation. En retendant le fil, il se met à avancer en ligne droite dans la position où il se trouve).

## Combats de Rokkakus

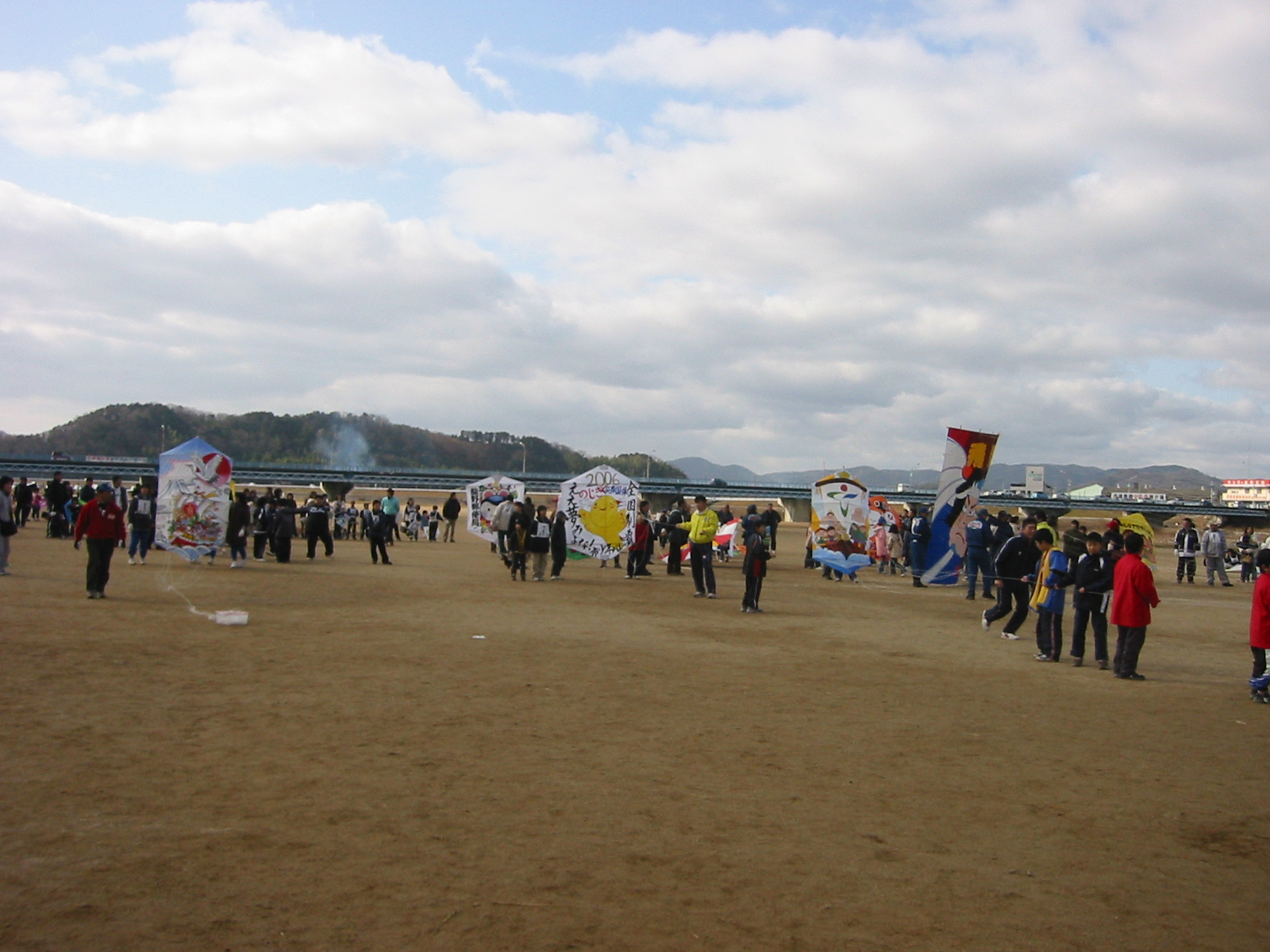
Préparation du combat

La possibilité de piloter l'appareil a conduit à faire des combats de Rokkakus.
Dans ces combats, la règle est simple : tout le monde décolle en même temps le dernier en l'air a gagné. Pour cela, plusieurs manières sont possibles :
- couper la ligne de l'adversaire (le fil coupant est interdit)
- le faire basculer

En dehors de la violence physique, à peu près tous les coups sont permis. Les adversaires peuvent se déplacer comme bon leur semble sur le terrain délimité. Il est seulement interdit de refuser le combat en se défilant dans les zones calmes.
Les combats font affronter des appareils de taille équivalente.
Au Japon, les quartiers des grandes villes préparent des appareils géants pilotés par des équipes entières, qui s'affrontent dans combats titanesques.
Dans les combats de petits appareils, les pilotes sont seuls ou assistés d'un équipier responsable de la bobine de fil.
L'envol simultané d'un grand nombre de Rokkakus alignés est un spectacle inouï, et les combats se déroulent dans une bonne humeur générale.
Très anciens au Japon, ces combats sont maintenant régulièrement pratiqués en occident depuis la fin des années 1980.
En Amérique du Sud, notamment au Chili et au Brésil il existe des combats similaires qui se pratiquent avec le Volantin, un type de cerf-volant  aérodyne. Au Chili il est généralement fabriqué avec de la toile et éventuellement une armature rigide, et le ramasser est considéré comme un jeu traditionnel appelé volantinismo'. En Inde, les combats de cerfs-volants (patang), très populaires, ne sont pas sans risques. En 2016, la ville de New Delhi interdisait la vente de cordes recouvertes de verre ou de métal après que 3 décès furent rapportés. 

## Applications
Le cerf-volant type Rokkaku de 2 mètres par 1,6 mètre porte 1 kilogramme de charge utile par n'importe quel vent, et il est extrêmement stable.

Du fait de sa facilité de mise en œuvre, le Rokkaku peut rendre de nombreux services

### Radio
Pour les bandes radio basse fréquence et moyenne fréquence, une grande antenne radioélectrique doit être érigée à plusieurs dizaines de mètres. Le Cerf-volant porte antenne de type Rokkaku répond le mieux pour porter une antenne radioélectrique. Le procédé le plus simple consiste à lancer le cerf-volant en lui donnant plusieurs dizaines de mètres de corde. Dès que la stabilité semble assurée, on attache à la corde, par l'intermédiaire d'un isolateur, l'antenne long-fil en fil électrique ; puis on déroule à nouveau la corde jusqu'à ce que le fil d'antenne de plusieurs dizaines de mètres soit bien tendu et de longueur convenable.

### Photographie
Le Rokkaku porte aisément un appareil photographique.

## Galerie

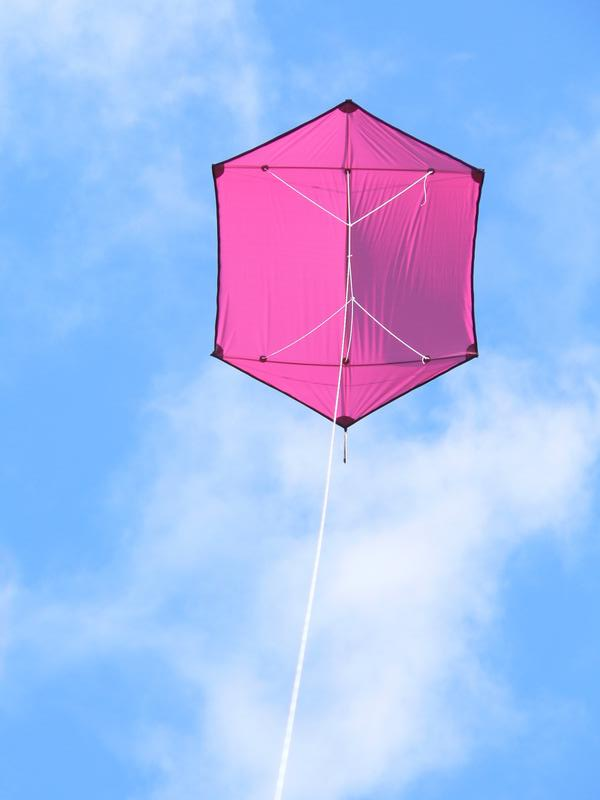
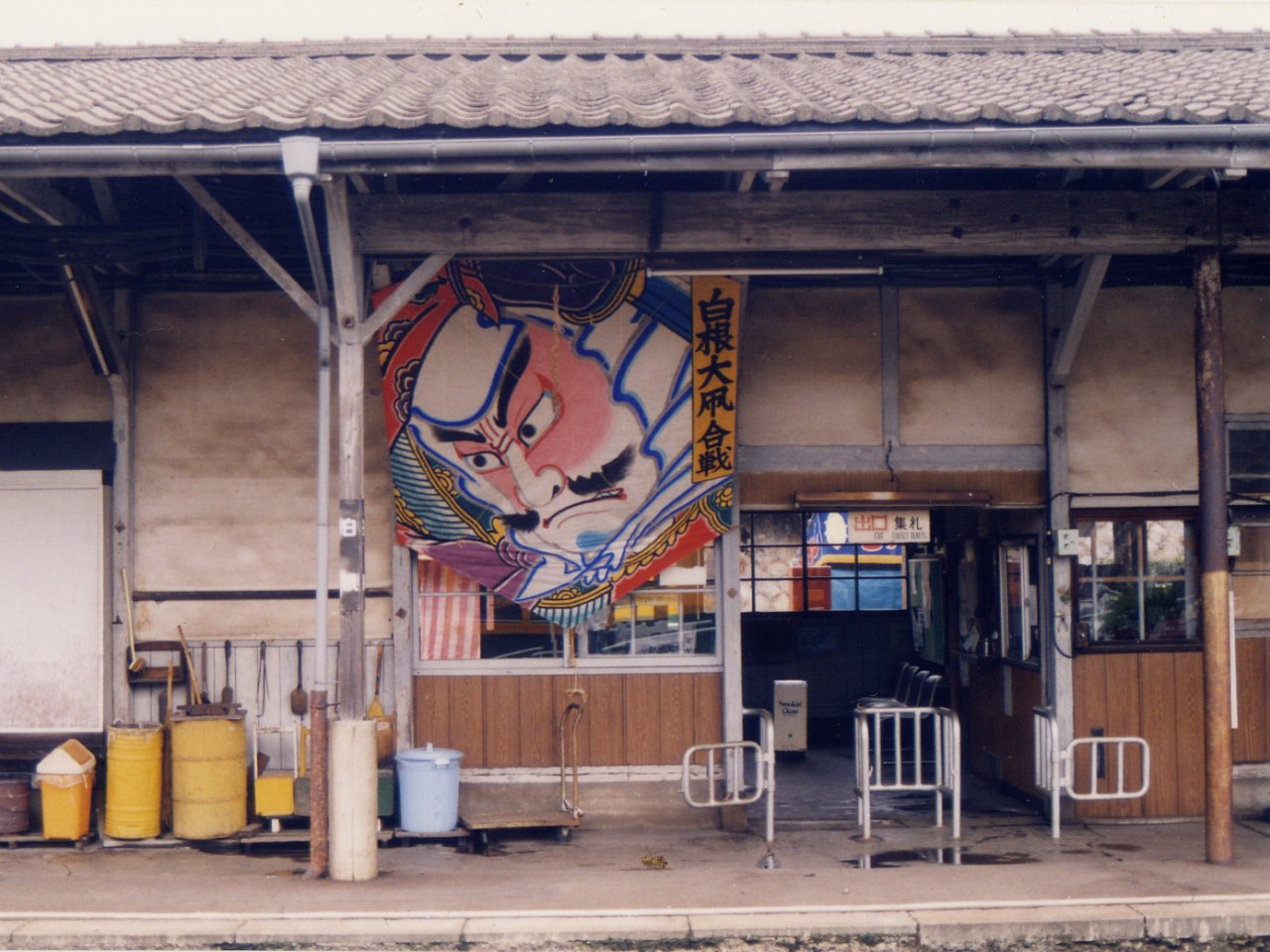
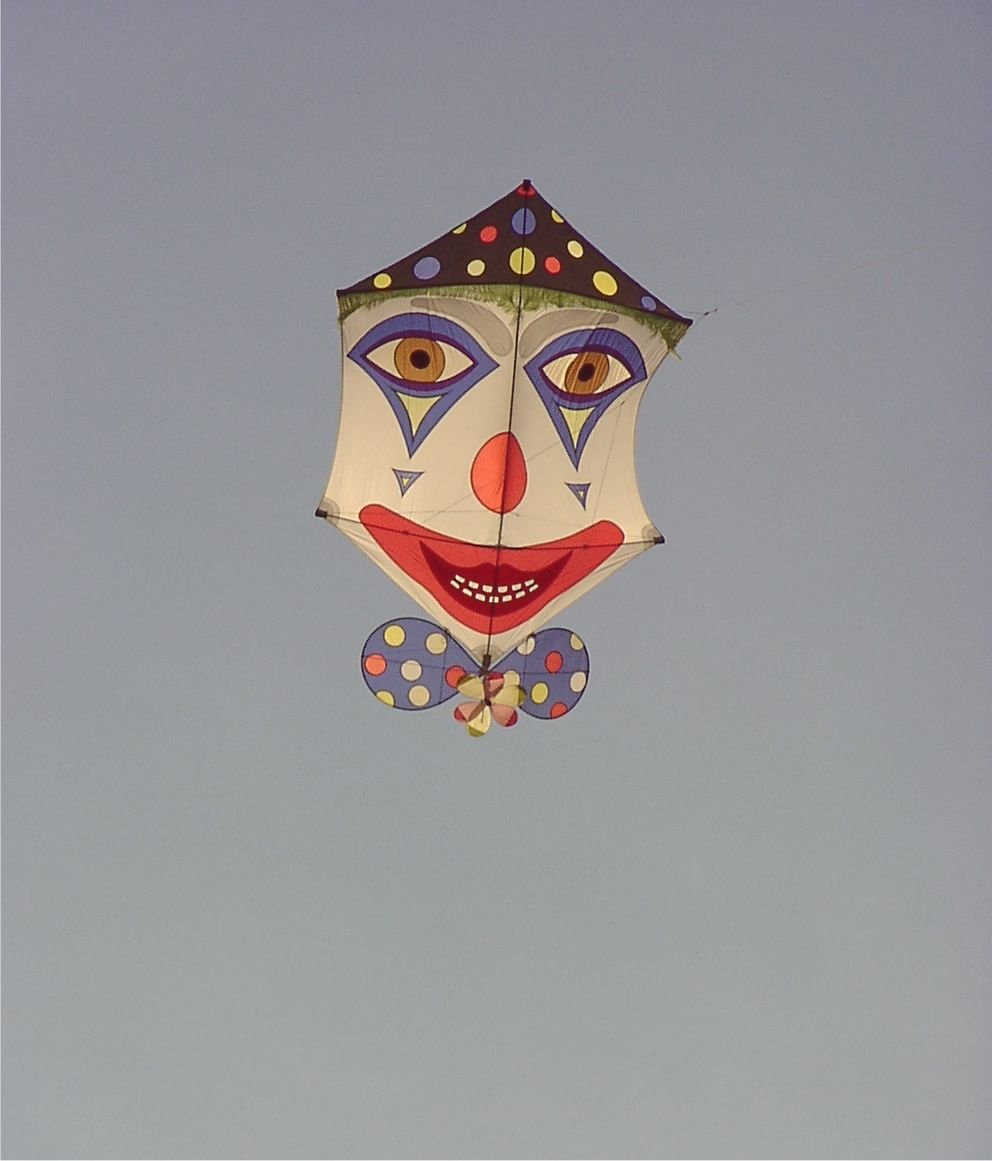